# Hamelia ventricosa
Hamelia ventricosa är en måreväxtart som beskrevs av Olof Swartz. Hamelia ventricosa ingår i släktet Hamelia och familjen måreväxter.
Artens utbredningsområde är Jamaica. Inga underarter finns listade i Catalogue of Life.